# Bussy-lès-Daours
Bussy-lès-Daours è un comune francese di 338 abitanti situato nel dipartimento della Somme nella regione dell'Alta Francia.

## Società

### Evoluzione demografica
Abitanti censiti